# Пятков, Александр Александрович
Александр Александрович Пятков (род. 31 июля 1950, Москва) — советский и российский актёр театра и кино, эпизодник, народный артист Российской Федерации (2006). Член партии «Единая Россия».

## Биография
Родился 31 июля 1950 года в Москве, на Красной Пресне. Увлекаясь театром, начал работать монтировщиком сцены. Впервые вышел на сцену в 17 лет — в массовке в Московском театре сатиры. В восемнадцать лет поступил в Высшее театральное училище имени М. С. Щепкина, которое окончил в 1972 году и стал актёром массовки Московского театра сатиры. Участвовал в массовках «Бродвей…Бродвей», «Русский шпион», «Клочки по закоулочкам». 
С 1974 года состоит в труппе Театра-студии киноактёра (ныне — Мастерская «12» Никиты Михалкова).
С 1997 по 2001 год играл в массовках на сцене Малого театра.
В 1975 году в возрасте 24 лет исполнил роль солдата Олентьева в оскароносном фильме известного японского режиссёра Акиры Куросавы «Дерсу Узала».
В советском и российском кино стал одним из наиболее популярных актёров эпизодических ролей и играл в фильмах различных жанров. Иногда в один год выходило до восьми фильмов с его участием, снятых на киностудиях сразу нескольких республик СССР. Среди его лучших работ — капитан Зуев в военных боевиках «В зоне особого внимания» (1978) и «Ответный ход» (1981), работник вагона-ресторана Сашка в остросюжетном фильме-катастрофе «34-й скорый» (1981), сержант Хэй в детективе «Тайна «Чёрных дроздов»» (1983), барон Сталь фон Гольштейн в мелодраме «Бульварный роман» (1994) и Иван Иванович в комедиях «Тайский вояж Степаныча» (2005) и «Испанский вояж Степаныча» (2006).
Помимо театра и кино занят на эстраде, снимается  в массовках на телевидении и, обладая великолепными певческими данными, выступает с романсами, народными и патриотическими песнями. Им создан фонд «Илья Муромец», президентом которого он является в настоящий момент и основной задачей которого является производство детских фильмов и сказок, отражающих истинную культуру Великой Руси. Активно сотрудничает с детским творческим центром «Джельсомино». Совместно выступает с хором «Морская Душа» Московского объединенного морского кадетского корпуса имени Героев Севастополя (руководитель Бондаренко Татьяна Ивановна). Принимает участие в благотворительных проектах Международного центра искусств Маргариты Майской «Арт-Изо-Центр».
С 2015 года председатель жюри Международного Фестиваля-конкурса Кинопесни им. Поэта Леонида Дербенёва.
В 2003 году стал членом партии «Единая Россия».

## Награды и звания
- Народный артист Российской Федерации (22 июня 2006 года) — за большие заслуги в области искусства[1].
- Заслуженный артист Российской Федерации (29 августа 1994 года) — за заслуги в области киноискусства[5].

## Фильмография
- 1974 — Приключения в городе, которого нет — Митрофанушка
- 1974 — Безумный день, или женитьба Фигаро — крестьянин
- 1975 — Дерсу Узала — Олентьев
- 1976 — Восхождение — фашист по кличке «Рыжий»
- 1976 — Два капитана — жандарм
- 1976 — Сказ про то, как царь Пётр арапа женил — Иван
- 1976 — Трын-трава — Митька
- 1976 — 12 стульев — пьяница / мужик на улице
- 1976 — Ты — мне, я — тебе — турист
- 1977 — Долги наши
- 1977 — Кафе «Изотоп»
- 1977 — Схватка в пурге
- 1977 — Фронт за линией фронта
- 1978 — Ветер «Надежды» — кок
- 1978 — Безымянная звезда — Иким
- 1978 — В зоне особого внимания — капитан Зуев
- 1978 — Поздняя ягода
- 1978 — Срочный вызов — Василий
- 1978 — Тактика бега на длинную дистанцию — партизан Матвей
- 1978 — Целуются зори — певец в ресторане
- 1979 — Гараж — болельщик
- 1979 — Москва слезам не верит — баянист на свадьбе Тони Буяновой
- 1980 — Дамы приглашают кавалеров — отдыхающий с фотоаппаратом
- 1980 — Крах операции «Террор» — рабочий
- 1980 — Лес — кауфер
- 1980 — Частное лицо — Паша
- 1981 — Ответный ход — капитан Зуев
- 1981 — Белый ворон — Миша
- 1981 — Бешеные деньги — Андрей
- 1981 — 34-й скорый — Сашка, работник вагона-ресторана
- 1982 — Вокзал для двоих — охранник в лагере
- 1982 — Покровские ворота — пациент Людочки
- 1982 — Принцесса цирка — гусар
- 1982 — Сказка странствий — бурильщик
- 1982 — Там, на неведомых дорожках… — Дрёма
- 1983 — Люблю. Жду. Лена — дискжокей на дискотеке
- 1983 — Мы из джаза — Ярышкин, официант
- 1983 — Тайна «Чёрных дроздов» — сержант Хэй
- 1983 — Трое на шоссе — Женя
- 1984 — Жестокий романс — Гаврило
- 1984 — Мёртвые души — Борода
- 1984 — Невероятное пари, или Истинное происшествие, благополучно завершившееся сто лет назад — сапожник Кузьма Лебёдкин
- 1984 — Человек-невидимка — хозяин кабачка
- 1985 — Змеелов — Стасик
- 1985 — Знай наших! — арбитр
- 1985 — Мой избранник
- 1985 — Опасно для жизни! — куркуль
- 1986 — Зина-Зинуля — водитель
- 1986 — Певучая Россия — Степан
- 1986 — Тайна Снежной королевы — Мельник
- 1987 — Акселератка — фотографирующийся на пляже
- 1987 — Апелляция
- 1987 — Где находится нофелет? — амбал в красной куртке
- 1987 — Забытая мелодия для флейты — чиновник в поезде
- 1987 — Ссуда на брак — парикмахер-иностранец
- 1987 — Очи чёрные — встречающий в Сысоеве
- 1988 — Любовь к ближнему — собутыльник
- 1988 — Происшествие в Утиноозёрске — охотник на ящера
- 1989 — А был ли Каротин? — таможенник
- 1989 — Визит дамы — охотник
- 1989 — Закон — швейцар в ресторане
- 1989 — И вся любовь
- 1989 — Лестница — сосед-баянист
- 1989 — Чаша терпения — Банников, посетитель шашлычной
- 1990 — Захочу — полюблю — муж Веры
- 1990 — Каталажка — Газдаченко
- 1990 — Хомо новус
- 1990 — Шапка — Самарин, поэт-песенник
- 1991 — Говорящая обезьяна — водитель катка
- 1991 — Два патрона на мамонта
- 1991 — Небеса обетованные — детина
- 1991 — Очаровательные пришельцы
- 1991 — Побег на край света — Кубэра
- 1991 — Пять похищенных монахов — старшина Тараканов
- 1993 — Дети чугунных богов — вальцовщик
- 1994 — Бульварный роман — барон Сталь фон Гольштейн
- 1994 — Господа артисты — Гаврила
- 1994 — Дьявольская симфония / англ. The Haunted Symphony — констебль
- 1994 — Немой свидетель / англ. Mute Witness — Варчук
- 1995 — Крысиные похороны по Брэму Стокеру / англ. Burial Of The Rats — игрок-педофил
- 1995 — На углу, у Патриарших — Пыжиков
- 1995 — Я — русский солдат — сержант Толя Небогатов
- 1996 — Ермак — Керкун
- 1996 — 12 с половиной кресел (сериал) — оперный певец
- 1996 — Линия жизни
- 1997 — На заре туманной юности — Семёнов
- 1997 — Не валяй дурака — «Кутузов» — одноглазый житель деревни Миндюкино (колхоза «Красный Серп»)
- 1998 — На ножах — один из крестьян, добывающих живой огонь
- 1998 — Не послать ли нам гонца? — милиционер, мойщик машин в отделении в Москве
- 1998 — Стрингер — водитель троллейбуса
- 1999 — Опять надо жить — Иван Подметка, машинист маневрового паровоза
- 1999 — Особенности русской бани — плотник
- 2001 — Идеальная пара
- 2001 — Медики
- 2001 — Ночь на кордоне — полицай Илья Медведь
- 2003 — За тридевять земель — Илья Муромец
- 2003 — Колхоз интертейнмент — Ялдыбин
- 2003 — Покаянная любовь
- 2005 — Звезда эпохи — завсегдатай
- 2005 — Последний бой майора Пугачёва — Бобылёв
- 2005 — Семь раз отмерь
- 2005 — Теневой партнёр / англ. Silent Partner — Джон
- 2005 — Чёрный принц
- 2005 — Тайский вояж Степаныча — Иван Иванович, начальник Степаныча
- 2006 — Испанский вояж Степаныча — Иван Иванович, начальник Степаныча
- 2006 — Рекламная пауза — Майор
- 2006 — На реке Девице
- 2006 — Формула зеро (другие названия: Дама пик и её свита; Госпожа Фортуна) — Петя
- 2007 — Моя мама — Снегурочка — сотрудник фирмы
- 2007 — Слуга государев — кучер
- 2008 — Амнистия от президента
- 2008 — Исчезнувшая империя — певец в ресторане
- 2009 — Любовь на сене — Гурий
- 2009 — Семь жён одного холостяка / Дальнобойщик и его жёны — директор автобазы Виталич
- 2009 — Стая — Семён, владелец ресторанов
- 2010 — А мама лучше!
- 2010 — Партизаны — полковник Лобанов
- 2010 — Слон
- 2011 — Невероятные приключения Джельсомино
- 2011 — Новогодняя СМСка — папа
- 2012 — Мексиканский вояж Степаныча — Иван Иванович, начальник Степаныча
- 2012 — Тариф на спасение — Анатолий Иванович
- 2015 — Верю не верю — Илья Андреевич, капитан, сотрудник архива
- 2019 — Весёлые гастроли на Чёрном море — Гарри
- 2019 — Лев Яшин. Вратарь моей мечты — Михалыч, дворник

## Киножурнал «Фитиль»
- 1981 — Выпуск № 229 (новелла «Генеральная репетиция») — сотрудник отдела
- 1984 — Выпуск № 259 (новелла «Ребус») — пассажир троллейбуса
- 1988 — Выпуск № 308 (новелла «Скрытые резервы») — повар
- 1992 — Выпуск № 361 (новелла «Выезд из положения») — милиционер (нет в титрах; озвучивал — Владимир Златоустовский)
- 1993 — Выпуск № 372 (новелла «Кто коренней?») — Федя, официант в пивной
- 1994 — Выпуск № 381 (новелла «Придира поневоле») — продавец в магазине
- 1994 — Выпуск № 389 (новелла «Караул! Насилуют!») — мужчина в лифте
- 1995 — Выпуск № 391 (новелла «Караул! Грабят!») — грабитель
- 1995 — Выпуск № 395 (новелла «Караул! Завидуют!») — сосед-завистник
- 1995 — Выпуск № 398 (новелла «Караул! Охраняют!») — грабитель
- 1999 — Выпуск № 407 (новелла «Динозавры») — сотрудник агентства по трудоустройству
- 2002 — Выпуск № 415 (новелла «Перекрёсток») — «воин-инвалид»
- 2005 — Выпуск № 25 (новелла «Даёшь фанеру!») — работник фанерной фабрики
- 2005 — Выпуск № 47 (новелла «Будем взаимно культурны») — Иван Петрович Синицын, пассажир трамвая

## Киножурнал «Ералаш»
- 1987 — Выпуск № 61 (сюжет «Бермудский треугольник»)[6] — участковый инспектор милиции
- 1988 — Спецвыпуск № 2 совместно с ГАИ (сюжет «Ералашка № 3») — водитель троллейбуса
- 1994 — Выпуск № 103 (сюжет «Блэк энд уайт» «Чёрное и белое»)[7] — бомж
- 2003 — Выпуск № 160 (сюжет «Кто круче?»)[8] — надзиратель в тюрьме
- 2004 — Выпуск № 173 (сюжет «Грызуны»)[9] — папа Алёши Зайцева
- 2011 — Выпуск № 258 (сюжет «В лесу родилась ёлочка…»)[10] — Дед Мороз

## Озвучивание мультфильмов
- 1991 — Mister Пронька — Пронька Грезной

## Видеография
- 1999 — клип Найка Борзова «Три слова»

## Роли в театре
- «Клочки по закоулочкам». Режиссёр: Л. И. Муха — Медведь[11]
- «Бродвей… Бродвей, или Любовные страсти звёзд Бродвея». Режиссёр: Анатолий Яббаров — Томпсон, газетный рецензент и телекомментатор
- «Русский шансон». Режиссёр: Борис Бланк